# Edificio sede y parque de la Fundación Calouste Gulbenkian
El Edificio-sede y parque de la Fundación Calouste Gulbenkian están ubicados en una manzana bordeada por la Avenida de Berna, la Avenida António Augusto de Aguiar y la Calle Marquês de Sá de la Bandera, Lisboa.
Obra emblemática de la arquitectura modernista portuguesa, el edificio-sede se articula con el Museo Calouste Gulbenkian y alberga los servicios céntricos de la Fundación así como salas de espectáculos, de exposiciones, etc. El Parque donde se inserta ocupa una posición idénticamente relevante en el cuadro de la arquitectura paisajista nacional, siendo uno de los espacios verdes más importantes de la ciudad de Lisboa.

## Edificio-sede
La sede de la Fundación Calouste Gulbenkian se localiza en el centro de Lisboa, junto a la Plaza de España, en el interior de un parque con 7,5 hectáreas; ocupa una área de aproximadamente 25 mil m².
El proyecto de los edificios de la Sede y Museo resultó de un concurso restringido dirigido por la Administración a tres equipos de arquitectos, que transcurrió entre 1959 y 1960. Las bases del concurso se refería al objetivo de perpetuar el homenaje a la memoria de Calouste Gulbenkian, a través de un trazado donde se adivinaran los aspectos fundamentales de su carácter: "espiritualidad concentrada, fuerza creadora y simplicidad de vida".
Inaugurados en 1969, los edificios fueron proyectados por los arquitectos Rui Jervis Atouguia, Pedro Cid y Alberto Pessoa. Su concepción buscó crear un ambiente agradable y sobrio, proporcionando perspectivas de visión a partir del interior, sobre diversos ángulos del jardín circundante. Su construcción se basó en las técnicas más modernas (cemento armado y del cemento pre-esforzado).
El cuerpo de la Sede tiene cerca de 125 m de largo y 25 m de anchura. Se distribuye por seis pisos (dos subterráneos), concebidos para instalar la Administración y los diversos Servicios de la Fundación. Integra también salas destinadas a espectáculos, exposiciones, conferencias y congresos. Las instalaciones de apoyo (oficinas y técnicas), se sitúan en el subsuelo.
Con un aforo de 1300 personas, el gran auditorio ocupa el extremo sur del edificio de la Sede. Puede acoger todo el tipo de espectáculos: conciertos, teatro, danza y conferencias. El segundo auditorio tiene 334 asientos. Hay varias salas de conferencias y dos galerías para exposiciones temporales.
El Museo Calouste Gulbenkian alberga, en exposición permanente, la colección de arte del fundador; en ese mismo edificio existe una galería de exposiciones temporales, una área destinada a apoyo (de las actividades culturales) y la Biblioteca de Arte.
El Centro de Arte Moderno fue inaugurado en 1983 en el Parque Gulbenkian. En homenaje al primer Presidente de la Fundación, pasó a ser designado por Centro de Arte Moderno José de Azeredo Perdigão en 1993.

## Parque
El Parque de la Fundación Calouste Gulbenkian fue construido en la década de 1960, según proyecto de los arquitectos paisajistas António Viana Barreto y Gonçalo Ribeiro Telles, en la antigua localización del Parque de Santa Gertrudes. Este jardín es considerado un ejemplo emblemático del movimiento moderno en Portugal y una referencia para la arquitectura paisajista portuguesa.
Las obras se iniciaron en 1963, quedando concluidas en 1969, siendo de realzar la utilización de soluciones constructivas altamente innovadoras para la época. «El Jardín que hoy encontramos, frondoso, envolvente y lleno de rincones sorprendentes, es el resultado de un diálogo muy fuerte entre hombre y Naturaleza. En este caso, es una situación única, en la medida que van a ser los propios autores del proyecto original los que intervengan, al largo del tiempo, sacando partido del crecimiento de la vegetación y adecuando el jardín a las nuevas solicitudes de los tiempos.»
El dibujo original obligó la modificaciones importantes del relieve del terreno, visto el proyecto incluir la creación de un lago, de un anfiteatro al aire libre y la instalación de losas en el suelo, para la circulación. El jardín fue diseñado en función de una selección de árboles, arbustos y flores. En 2002 se dio inicio a su renovación, con introducción de nuevos recorridos, más espejos de agua y nuevas especies, en consonancia con proyecto conducido por el arquitecto Gonçalo Ribeiro Telles. 

## Premio Valmor / Monumento Nacional
Habiendo recibido el Premio Valmor de 1975, el conjunto del edificio-sede y museo y el parque de la Fundación Calouste Gulbenkian fueron clasificados como monumentos nacionales a 4 de noviembre de 2010. El comunicado del Consejo de Ministros señaló que este conjunto «constituye una obra de dimensión, programa y cualificación técnica excepcionales, de peso y significado referenciales en la arquitectura nacional e internacional».